# Cosmologia sufi
Il termine Cosmologia sufi (in arabo الكوزمولوجية الصوفية‎?) indica generalmente le dottrine cosmologiche associate al misticismo del sufismo. Queste possono differire da luogo a luogo, da ordine a ordine e da epoca ad epoca, ma sostanzialmente sono influenzate da molte e diverse cosmografie:
- Il testo coranico riguardo a Dio e agli esseri immateriali, l'anima e l'aldilà, l'inizio e la fine delle cose, i sette cieli ecc.
- La visione Neoplatonica filtrata attraverso la filosofia islamica e figure come Ibn Sina / Avicenna e Ibn Arabi.
- Il mondo sferico e geocentrico del sistema Ermetico-Tolemaico.
- L'universo visionario Ishraqi come illustrato da Suhrawardi Maqtul.

## Emanazione
Il seguente piano cosmologico che spiega la creazione attraverso successive emanazioni di mondi, come derivata da Plotino, è tipica:
- Alam-i-Hahut (Suo Reame) Il Reame della preesistenza, la condizione dell'Universo prima della sua formazione, equiparata alla inconscibile essenza di Dio. Alam-e-Hahut somiglia al concetto cristiano di Deus absconditus, alla nozione Hindu di Nirguna Brahma e all'idea cabalistica di Ein Sof.
- Alam-i-Lahut (Reame della Divinità) Questa è la regione dove un incomparabilmente piccolo e invisibile punto emerge ed espande in cerchi così grandi da racchiudere l'intero universo. Questo Reame è conosciuto anche come Tajalliat (La Visione Beatificante, o il Cerchio della Visione Beatificante). Questi infiniti cerchi sono le basi di tutte le cause prime dell'universo. L'intero cerchio è noto come Ghaib-ul-ghaib (Invisibile dell'Invisibile). Alam-e-Lahoot somiglia al concetto cristiano di Deus revelatus, alla nozione Hindu di Saguna Brahma e all'idea cabalistica di Kether. L'obbiettivo finale della conoscenza umana è chiamato Hijab-e-Mehmood (Il Velo Svelato), che è la punta massima dell'Arsh (Supremo Empireo). Nehr-e-tasweed (Il Canale del Limo Nero/Tenebra) il cui ultimo limite è nel Reame della Divinità, è la base dell'Invisibile & nutre Rooh-e-Azam (La Grande Anima).
- Alam-i-Jabarut (Reame del Potere) La fase durante la quale l'universo è stato costituito. Hijab-e-Kibria (Il Grande Velo) è l'ultimo limite di questo reame. Nehr-e-tajreed (Canale dell'astrazione), il cui ultimo limite è il Reame dell'Onnipotenza, nutre l'Anima Umana con la sua scienza.
- Alam-i-Malakut (Reame Angelico) La fase durante la quale le caratteristiche delle specie e le loro individualità e separate coscienze discese dal Reame dell'Onnipotenza vengono in essere. Il suo ultimo limite è chiamato Hijab-e-Azmat (Il Grande Velo). Nehr-e-Tasheed (Canale di Evidenza) il cui ultimo limite è il Reame Angelico, nutre le parti sottili del cuore umano.
- Alam-i-Nasut (Reame degli Umani) La fase in cui giacciono le fondamenta del mondo tangibile della materia, parallelo nell'Albero della vita alla Sephirah di Malkuth. Include il reame della materia e tutto il cosmo visibile. Nehr-e-Tazheer (Canale della Manifestazione) il cui ultimo limite è Alam-e-Nasut, nutre Le parti sottili dell'ego.

il Reame degli Umani è supervisionato da:
- L'Uno Kitab-al-Mubeen, che controlla:
- 300 milioni di Loh-e-Mehfooz (Superammassi), ognuno controllante
- 80 000 Hazeere (galassie), ognuna contenente
- 13 miliardi di sistemi stellari, dei quali
- 1 miliardo ha vita su uno dei pianeti.
- Ogni stella ha 9, 12 o 13 pianeti attorno ad essa.

Su ogni pianeta su cui si trova la vita, questa esiste in tre differenti piani dell'esistenza, il piano degli Angeli, il piano dei jānn, il piano degli Uomini. Questo sottostà a un altro reame noto come Alam-e-Araf o Barzakh (Piano astrale), dove gli uomini stanno dopo morti (quando l'anima si stacca dal corpo fisico). Gli uomini possono anche visitare il piano astrale durante il sonno (nei sogni) o durante la meditazione.

## Finitismo
Nella cosmologia, in contrasto con gli antichi filosofi greci come Aristotele che credeva che l'universo avesse un passato infinito senza inizio, i filosofi medioevali e i teologi sviluppano in concetto di universo con un passato finito e un inizio (Finitismo). Questa visione fu ispirata dal mito della creazione condiviso dalle tre religioni abramitiche: Giudaismo, Cristianesimo e Islam. Il filosofo cristiano Giovanni Filopono fu il primo ad argomentare contro la nozione greca di passato infinito. I suoi argomenti furono adottati poi da molti altri: Al-Kindi (Alchindus) fra i filosofi musulmani; Saadia Gaon fra quelli ebraici; e finalmente il pensatore sufi Al-Ghazali. Filopono propose due argomenti logici contro un passato infinito: il primo è "l'argomentazione dell'impossibilità dell'esistenza di un reale infinito", che si enuncia:
"Un reale infinito non può esistere"
"Un infinito regresso temporale di eventi è un reale infinito"
".•. Un infinito regresso temporale di eventi non può esistere"
Il suo secondo argomento, l'"argomentazione dell'impossibilità di completare un reale infinito tramite aggiunte successive", si enuncia:
"un reale infinito non può essere completato tramite aggiunte successive"
"La serie temporale di eventi passati è stata completata tramite aggiunte successive"
".•. La serie temporale di eventi passati non può essere un reale infinito"
Entrambi gli argomenti furono più tardi adottati dai filosofi cristiani e dai teologi, in particolare il secondo divenne più noto dopo essere stato usato da Immanuel Kant nella tesi della 1ª antinomia riguardante il tempo.